# David Birnie
Pour les articles homonymes, voir Birnie (homonymie).
David John Birnie (16 février 1951 – 7 octobre 2005) et Catherine Margaret Birnie (née en 1951) étaient un couple australien de tueurs en série. Ils ont assassiné quatre femmes âgées entre 15 et 34 ans dans leur demeure dans les années 1980 et tentèrent d’en tuer une cinquième. Ces crimes furent connus comme les « meurtres Moorhouse » d’après l’adresse des Birnie, le 3 rue Moorhouse à Willagee, une banlieue de travailleurs à Perth en Australie.

## Biographies

### David Birnie
David Birnie était l'aîné d'une famille de cinq enfants. Pendant son enfance, il vécut dans la banlieue semi rurale de Wattle Grove, à l’est de Perth. Des amis d’école et paroissiens de l’Église Wattle Grove Baptist de l'époque se souviennent de la famille comme étant particulièrement dysfonctionnelle ; les rumeurs abondaient à propos de la promiscuité de la famille, de l’alcoolisme, et le fait qu’ils s’engageaient dans des rapports incestueux.
Au début des années 1960, ses parents décidèrent de déménager dans une autre banlieue de Perth, où il rencontra Catherine grâce à des amis communs. À 15 ans, David quitta l’école pour devenir apprenti jockey pour Eric Parnham dans un hippodrome tout près de Ascot. Durant son séjour là bas, il blessa souvent les chevaux et développa des tendances à l'exhibitionnisme. Une nuit, David entra dans la maison d’une femme âgée, nu, avec un bas nylon sur la tête, et commit son premier viol.
Pendant l'adolescence, il fut condamné pour plusieurs crimes et fit quelques aller-retour en prison pour divers méfaits et crimes. À l’âge adulte, il était connu comme étant atteint de paraphilie, dépendant au sexe et à la pornographie. Vers l'âge de 20 ans, il se maria une première fois et eut une fille.
À la fin de l'année 1986, Birnie travailla chez un concessionnaire de voitures local. Pendant plus d’un an, David et Catherine ont cherché comment faire de leur fantasme de viol et de meurtre une réalité ; il était à quelques semaines de commettre son premier crime horrible.

### Catherine Birnie
Catherine Birnie (née Harrison), est aussi née en 1951. Elle n'a que deux ans lorsque sa mère, Doreen, meurt en donnant naissance à un fils qui ne survivra pas plus de deux jours. Incapable de se charger d'elle, son père, Harold, l’envoie vivre chez ses grands-parents maternels. À l’âge de dix ans, il y eut un conflit sur la garde, pendant lequel le père de Catherine gagna la garde légale complète de sa fille.
À 12 ans, elle rencontra David Birnie et à 14 ans il devint son petit ami. Harold avait supplié Catherine à plusieurs reprises de quitter David, car elle avait souvent des problèmes avec la police locale. Mais la désapprobation de leur relation ne fera que fortifier leur union.
Pendant l'adolescence, elle fit un séjour en prison, ce qui lui permit de se détacher de David Birnie. Encouragée par son contrôleur judiciaire, Catherine commença à travailler pour la famille McLaughlin en tant que femme de ménage. À 21 ans, elle se maria avec Donald McLaughlin.
Ils eurent sept enfants; leur premier né, un fils, fut percuté et tué par une voiture alors qu’il était bébé.
Quatre semaines après la naissance de son septième enfant, elle abandonna McLaughlin et partit habiter avec Birnie, qui l’avait retrouvée dans un hôpital après son hystérectomie. Elle changea légalement son nom de famille pour le sien, et était supposément émotionnellement dépendante de lui.

## Les crimes
Le 6 octobre 1986, une étudiante de 22 ans, Mary Neilson, se rendit chez les Birnie pour acheter des pneus. Auparavant, elle avait rencontré Birnie dans la casse auto où il travaillait et il lui avait suggéré de venir chez lui pour obtenir des pneus à un meilleur prix. Après être entrée dans la maison des Birnie, Neilson fut menacée avec un couteau. Elle fut amenée dans la chambre, puis enchaînée au lit. Catherine Birnie regarda alors son mari violer la jeune femme à plusieurs reprises. Elle lui posa des questions sur ce qu’il aimait le plus ; de cette façon, elle savait que Mary Neilson allait éventuellement mourir [réf. souhaitée]. Ils l’emmenèrent au parc national Gleneagles où David la viola encore avant de l’étrangler avec une corde de nylon et de la poignarder en plein cœur. Elle fut ensuite enterrée dans une tombe isolée.
Le second meurtre fut commis le 20 octobre. David et Catherine Birnie enlevèrent Susannah Candy, 15 ans, alors qu’elle marchait près de l’autoroute Stirling à Claremont. Quelques secondes après avoir été embarquée dans la voiture, elle se trouva sous la menace d'un couteau et ses mains furent liées. Elle fut ramenée à la demeure des Birnie où ils la forcèrent à envoyer des lettres à sa famille, dans lesquelles elle disait s'être enfuie dans le Queensland avec des amis. Puis elle fut bâillonnée, enchaînée au lit et violée. Après que David eut terminé de la violer, Catherine alla au lit avec eux et David essaya d’étrangler l’adolescente avec la corde de nylon, mais elle devint hystérique et enragée. Les Birnie lui enfoncèrent alors des somnifères dans le fond de la gorge pour la calmer, et lorsqu’elle fut endormie, David mit une corde de nylon autour de son cou et Catherine serra la corde lentement jusqu’à ce que Candy arrête de respirer. Ils l’enterrèrent dans une autre tombe, dans la forêt State.
Le 1er novembre, ils virent Noelene Patterson, 31 ans, se tenant à côté de sa voiture sur la route Canning; en panne d’essence sur son chemin du retour, elle revenait de son travail de manager de bar au club de golf Nedlands. Lorsqu’elle fut à l’intérieur du véhicule, elle eut un couteau sur la gorge, fut attachée et on lui dit de ne pas bouger. On l’emmena rue Moorhouse où David Birnie la viola de façon répétitive après qu’elle fut bâillonnée et enchaînée au lit. Ils avaient initialement décidé de la tuer le même soir, mais David la garda prisonnière dans la maison pour trois jours, et il y eut des signes qu’il avait développé des sentiments émotionnels pour Noelene Patterson. S’en apercevant rapidement, Catherine, jalouse, lui posa un ultimatum : David devait tuer Noelene ou elle allait le faire elle-même. Il lui mit immédiatement une surdose de somnifères dans la gorge et l’étrangla alors qu’elle dormait. Ils emmenèrent son corps et l’enterrèrent avec les autres. Apparemment, Catherine Birnie eut un grand plaisir à jeter du sable à la figure de Patterson.
Le 5 novembre, ils enlevèrent Denise Brown, 21 ans, alors qu’elle attendait un autobus sur la route Stirling. Elle accepta d’embarquer avec les Birnies ; à la pointe de couteau, Denise fut emmenée à la maison à Willagee, enchaînée au lit et violée. Le lendemain après-midi, elle fut emmenée à la plantation de pins Wanneroo. En sécurité dans la protection de la forêt, David viola Brown dans la voiture alors que le couple attendait la tombée de la nuit. Alors qu’il sortait la jeune femme du véhicule, David la viola encore et lui enfonça un couteau dans le cou alors qu’il la violait. Convaincus que la femme était morte, ils creusèrent une tombe et y déposèrent le corps, mais Brown s’assied dans la tombe ; David Birnie prit alors une hache et lui donna deux coups à pleine puissance dans le crâne avant de l’enterrer dans la tombe.
Leur dernière victime, et la seule à survivre à leur attaque fut Kate Moir, 17 ans. Elle courut nue et dégoulinante vers une épicerie le 10 novembre 1986 et insista pour voir la police. Lorsque la police arriva, elle allégua qu’elle avait été enlevée à la pointe de couteau par un couple qui l’avait ramenée à leur maison et enchaînée à un lit, avant que l’homme ne la viole à plusieurs reprises pendant que la femme observait. Le lendemain matin, alors que l’homme était au travail, la femme la libéra de ses chaînes et la força à téléphoner à ses parents pour leur dire qu’elle avait passé la nuit chez une amie et qu’elle allait bien. La femme la dirigea de nouveau vers la chambre à coucher, mais la laissa pour répondre à la porte avant de l'enchaîner à nouveau ; l’adolescente s’échappa par la fenêtre. Elle donna le numéro de téléphone et l’adresse du couple qui l’avait enlevée à la police.
Lorsque l’adolescente et la police arrivèrent à la résidence des Birnies, Catherine admit reconnaître la fille, mais refusa de répondre à d’autres questions sans son mari. Lorsque la police amena David à la maison menotté, le couple insista pour dire que la fille n’avait pas été enlevée, mais était venue à la maison de son propre gré pour partager un joint avec les Birnies, et que toutes les activités sexuelles avaient été consentantes.

## Arrestation et condamnation
Les Birnies furent détenus par la police, qui essaya de leur faire avouer les crimes durant un interrogatoire intense. À l’aube, le sergent détective Vince Katich dit en blaguant à David « Il fait presque noir. Mieux vaut prendre la pelle et les déterrer. » Birnie répondit « OK. Il y en a quatre. » Les Birnies étaient apparemment vraiment excités, même fiers, de montrer à la police l’emplacement des tombes de leurs quatre victimes.
Lorsque le procès eut lieu, David Birnie plaida coupable à quatre chefs de meurtre et un chef d’enlèvement et de viol. Lorsqu'il lui fut demandé pourquoi il avait plaidé coupable, il gesticula vers les familles des victimes et dit « C’est la moindre des choses que je pouvais faire. » Il fut condamné à quatre sentences consécutives d’emprisonnement à vie. Après avoir été reconnue assez saine pour avoir un procès, Catherine Birnie fut aussi condamnée à quatre sentences consécutives d’emprisonnement à vie par la cour suprême de l’Ouest de l’Australie.
Initialement David Birnie fut emprisonné à la prison de sécurité maximale Fremantle, mais fut rapidement déménagé au confinement solitaire pour l’empêcher de se faire blesser par d’autres prisonniers. Les cellules du couloir de la mort originales furent converties pour lui et il y resta jusqu’à ce que la prison ferme en 1990. La cellule peut maintenant être vue au cours du « Great Escape Tour » tenu quotidiennement à la prison Fremantle. Alors qu’ils étaient incarcérés, les Birnies s’échangèrent plus de 2600 lettres mais n’étaient pas autorisés à avoir d’autres formes de contact.
David Birnie fut retrouvé mort dans sa cellule à la prison Casuarina le 7 octobre 2005. Il s’était suicidé en se pendant ; il devait comparaître pour le viol d’un autre prisonnier le lendemain.
Catherine Birnie est emprisonnée à la prison pour femmes de Bandyup, où elle est la chef libraire. Sa première demande pour libération conditionnelle en 2007 a été rejetée, puis l’avocat général de l’Ouest de l’Australie, Jim McGinty, dit que sa libération n’était pas prévue pour la durée de ses fonctions.
Son cas était supposé être revu encore en 2010 ; cependant, le 14 mars 2009, le nouvel avocat général de l’Ouest de l’Australie, Christian Porter révoqua la période de non libération conditionnelle de Catherine Birnie, faisant d’elle la deuxième Australienne à avoir ses papiers annotés « pour ne jamais être libérée ».